# Hero Wars (jeu vidéo)
Hero Wars est un jeu vidéo de rôle en ligne massivement multijoueur développé par Nexters (en). Il existe deux versions : l'une uniquement pour téléphone mobile nommée Hero Wars: Alliance sorti en 2016, et l'autre disponible pour PC par navigateur en 2024 appelée Hero Wars: Dominion Era,.

## Système de jeu
Le jeu est principalement free-to-play avec des valeurs pay-to-win.
Au début du jeu, le joueur commence avec cinq héros. Le joueur doit augmenter sa puissance jusqu’à ce qu'il finisse le mode classique. Ce mode consiste à combattre et à vaincre des ennemis. L'interface principal est un plateau où le joueur peut directement accéder aux différents modes de jeux. Le joueur, tout au long de son évolution, est majoritairement confronté à des PNJ.
Il existe deux types de héros : les titans qui sont de plusieurs types différents (feu, eau, terre, ténèbres et lumières) et les héros qui sont divisés en cinq grands genres (tank, soutien, guérisseur, tireur et assassin). Le but principal est de finir la campagne et d'atteindre le dernier niveau (130).
Il existe cinq modes de jeux permanents. Par exemple, la campagne ou encore, le mode Arène, où le joueur fait s'affronter son équipe contre celles d'autres joueurs. Il y a aussi plusieurs autres modes de jeux récurrents.

## Commercialisation
Le jeu est déconseillé aux utilisateurs de moins de sept ans (PEGI 7) car il contient une violence légère et des interactions entre utilisateurs.
En juillet 2024, Nexters (en) rapporte que la franchise a engendré un chiffre d'affaires total de 1,5 milliard de dollars, et que le jeu mobile s'est fait téléchargé plus de 150 millions de fois. En outre, toujours selon la version PC Hero Wars: Dominion Era atteint plus de 75 millions de téléchargements et cumule plus de 600 millions de dollars de bénéfices depuis son lancement.
L'entreprise utilise des publicités mensongères pour inciter l'installation du jeu, incluant l'hypersexualisation de personnages féminins. Une fois installé sur smartphone, le jeu utilise des stratagèmes pour rendre captif les joueurs.

## Catégories d'héros
Dans "Hero Wars", les héros sont classés en plusieurs catégories en fonction de leur rôle et de leurs compétences. Voici les principales catégories de héros :
1. Tank :
  - Les tanks ont une grande quantité de points de vie et de défense. Leur rôle principal est d'encaisser les dégâts et de protéger les autres membres de l'équipe. Ils attirent souvent l'attention des ennemis pour que les héros plus fragiles puissent infliger des dégâts en toute sécurité.
2. Soutien :
  - Les héros de soutien fournissent des buffs à leurs alliés, comme des soins, des augmentations de statistiques ou des protections. Ils jouent un rôle crucial pour maintenir l'équipe en vie et améliorer son efficacité en combat.
3. Guérisseurs :
  - Bien que certains guérisseurs puissent être considérés comme des soutiens, ils se spécialisent spécifiquement dans la restauration de la santé de leurs alliés. Leur rôle est de maintenir l'équipe en vie pendant les combats.
4. Mages :
  - Ces héros ont des compétences qui leur permettent de contrôler le champ de bataille, comme des ralentissements, des étourdissements ou des effets de zone. Ils aident à gérer les ennemis et à créer des opportunités pour leur équipe.

## Héros (noms)
- Astaroth:

Rôle : Astaroth est souvent utilisé pour sa capacité à encaisser des dégâts et à protéger ses alliés. Il peut également avoir des compétences qui lui permettent de protéger ses alliés avec un bouclier.
Compétences : Ses compétences peuvent inclure des attaques de zone, des buffs pour ses coéquipiers, ou des effets de contrôle sur les ennemis.
Stratégie : En raison de sa capacité à survivre longtemps et à soutenir ses alliés, Astaroth est souvent intégré dans des équipes qui cherchent à épuiser les ressources de l'adversaire tout en maintenant une forte présence sur le champ de bataille.
- Andvari:

Rôle : Andvari est  classé comme tank. Il est conçu pour encaisser des dégâts tout en offrant des avantages à son équipe.
- Arachné
- Artémis
- Astrid
- Aurora
- Celeste
- Chabba
- Coupe Chou
- Corvus
- Dante
- Dark Star
- Dorian
- Elmir
- Fenris
- Galahad
- Ginger
- Heidi
- Hélios
- Isaac
- Ismaël
- Jhu
- Jet
- Jorgen
- K'arkh
- Keira
- King Mao
- Krista
- Lars
- Lian
- Lilith
- Lyria
- Lucas
- Luther
- Marcus
- Martha
- Maya
- Mojo
- Morrigan
- Nebula
- Orion
- Peppy
- Phobos
- Polaris
- Qadira
- Rufus
- Sanface
- Sebastian
- Satori
- Sombre Étoile
- Thea
- Tristan
- Varia
- Yasmine
- Ziri